# Tunong (Blang Mangat)
Tunong is een bestuurslaag in het regentschap Lhokseumawe van de provincie Atjeh, Indonesië. Tunong telt 819 inwoners (volkstelling 2010).